# Ultima IV: Quest of the Avatar
Ultima IV: Quest of the Avatar — компьютерная игра, четвёртая игра в серии Ultima и первая — в трилогии «Эпоха Просвещения» (англ. Age of Enlightenment).

## Обзор
Трилогия «Эпоха Просвещения», начавшаяся с этой игрой, отошла от концепции «убийства главного злодея», на которой была основана предыдущая трилогия, «Эпоха Тьмы» (англ. Age of Darkness). Вместо неё была введена концепция духовного развития главного героя, его борьбы против зла в самом себе. Главный герой — человек с Земли, нашедший вход в параллельный мир Сосарии (англ. Sosaria). В этом мире после гибели Мондейна, Минакс и Эксодуса король Лорд Бритиш (англ. Lord British), также родом с Земли, сумел объединить земли Сосарии и создал единое процветающее королевство — Британнию (англ. Britannia). Но просто утвердить свою власть силой было недостаточно, необходимо было объединить народ нового королевства духовно. С этой целью была создана новая этическая система, основанная на восьми добродетелях. Перед главным героем встала задача стать живым воплощением этих добродетелей — Аватаром (англ. Avatar). Чтобы добиться этой цели, персонажу игрока нужно достигнуть высшего уровня развития во всех восьми добродетелях, делая добрые дела и медитируя на алтарях, после чего спуститься в Великую Стигийскую Бездну и получить доступ к священной книге под названием Кодекс Высшей Мудрости (англ. Codex of Ultimate Wisdom). При этом игра даёт игроку возможность делать и злые дела (например, нападать на дружественных персонажей и убивать их, красть золото из городов, недоплачивать слепым продавцам магических реагентов), но каждое такое злое дело отдаляет игрока от конечной цели.

## Изменения вгеймплее
Система генерации персонажа существенно изменилась по сравнению с играми предыдущей трилогии. Исчезла возможность игры за расы, отличные от людей, и возможность самостоятельного задания характеристик персонажа при его генерации. Класс персонажа выбирается теперь тоже не напрямую, а через тест из семи вопросов. В каждом вопросе описывается ситуация, где одна из восьми добродетелей вступает в конфликт с другой. На основе того, какую добродетель из всех восьми больше всего предпочитает игрок, и выбирается класс его персонажа.
Диалоги с NPC значительно расширились по сравнению с предыдущими играми серии (хотя и крайне лаконичны по сравнению с последующими играми). Теперь все дружественные NPC (за исключением торговцев и других особых персонажей) отвечают на девять ключевых слов при разговоре с ними (семь стандартных и два уникальных для каждого персонажа). Почти все NPC сообщают информацию, так или иначе относящуюся к основной сюжетной линии.
Игра начинается только с одним персонажем — персонажем игрока — но в процессе игры игрок имеет возможность набрать до семи спутников, которые будут помогать ему в бою.
В подземельях, в дополнение к случайно встречающимся врагам, теперь появились комнаты, каждая из которых устроена по-своему, и для прохождения каждой из которых часто требуется решить несложную головоломку.

## Значение игры для серии
Начиная с этой игры, окончательно оформилась география игрового мира, а также была впервые представлена система добродетелей, ставшая основой сюжетных линий всех последующих игр серии. Также Ultima IV уникальна среди всех остальных игр серии тем, что в ней отсутствует главный враг (в виде одного персонажа или какой-либо враждебной фракции), победа над которым является целью игры.

## Освобождение игры
В июне 2011 года владелица прав на игру, Electronic Arts, в ознаменование тридцатилетнего юбилея серии выложила Ultima IV для платформы DOS в свободный доступ. Для игры необходим эмулятор DOS-окружения (например, DOSBox).